# Le Château des loufoques
Pour plus de détails, voir Fiche technique et Distribution.
Le Château des loufoques (The Boogie Man Will Get You) est un film américain réalisé par Lew Landers, sorti en 1942.

## Synopsis
Confronté à des dettes hypothécaires, le professeur Nathaniel Billings vend sa taverne du XVIIIe siècle à Winnie Layden, qui envisage de la transformer en hôtel. Billings stipule comme condition de vente qu'il souhaite pouvoir continuer à travailler dans un laboratoire situé au sous-sol. Sa gouvernante Amelia Jones et l'ouvrier engagé Ebenezer doivent également continuer de travailler à l'auberge. Layden accepte et ignore la nature des expériences de Billings dans le laboratoire du sous-sol, où le savant tente d'utiliser l'électricité pour créer une race de surhumains pour aider à l'effort de guerre. L'ex-mari de Layden, Bill est contre la vente mais il est trop tard pour l'arrêter et décide de rester quelques jours à l'auberge.
Un soir, au dîner, les résidents entendent les bruits d'un fantôme. Bill soupçonne que cela fait partie d'un plan visant à effrayer le nouveau propriétaire. En enquêtant, il découvre dans le sous-sol le cadavre du voyageur de commerce Johnson, un sujet d'expérience décédé peu après la vente. Il rapporte cette découverte au shérif local, le Arthur Lorentz. Après s'être renseigné, celui-ci réalise le potentiel de profit et décide de travailler avec Billings sur une expérience ultérieure. Leur plan initial est d'utiliser Bill comme sujet de test mais cela s'avère infructueux, alors ils tournent leur attention vers Maxie, une vendeuse de houppettes en visite dans la région.
Avant que les expériences ne puissent commencer, l'un des invités de l'auberge est assassiné. Billings et Lorentz voient le principal suspect comme un autre invité, J. Gilbert Brampton mais les policiers qui ont entrepris d'enquêter sont interceptés en chemin. Maxie fait fuir un intrus connu sous le nom de Jo-Jo, qui a l'intention de voler l'équipement de Billings. Ce dernier et Lorentz décident de commencer leur expérience sur Maxie afin qu'ils puissent l'utiliser pour empêcher Jo-Jo de faire exploser une usine de munitions à proximité. Pendant ce temps, Brampton informe Winnie et Bill qu'il est en visite en tant que représentant de la Société historique d'Amérique, qui est intéressée par l'achat de l'auberge.
Lorsque les policiers arrivent finalement, ils arrêtent la gouvernante et Ebenezer pour les meurtres. Les cadavres reviennent à la vie, ayant apparemment été dans un état d'animation suspendue . Les policiers décident d'envoyer le reste des habitants de la maison au Idlewild Sanatorium, une institution psychiatrique locale.

## Fiche technique
- Titre original : The Boogie Man Will Get You
- Titre français : Le Château des loufoques
- Réalisation : Lew Landers
- Scénario : Hal Fimberg, Robert B. Hunt, Edwin Blum et Paul Gangelin
- Direction artistique : Lionel Banks
- Photographie : Henry Freulich
- Société de production : Columbia Pictures
- Pays d'origine : États-Unis
- Format : Noir et blanc - 1,37:1 - Mono
- Genre : horreur
- Date de sortie : 1942

## Distribution
- Boris Karloff : Professeur Nathaniel Billings
- Peter Lorre : Dr Arthur Lorencz
- Maxie Rosenbloom : Maxie
- Larry Parks : Bill Layden
- Jeff Donnell : Winnie Slade
- Don Beddoe : J. Gilbert Brampton (non crédité)
- Maude Eburne : Amelia Jones (non créditée)
- Frank Puglia : Silvio Baciagalupi  (non crédité)
- Frank Sully : Joe Starrett (non crédité)